# Borssum

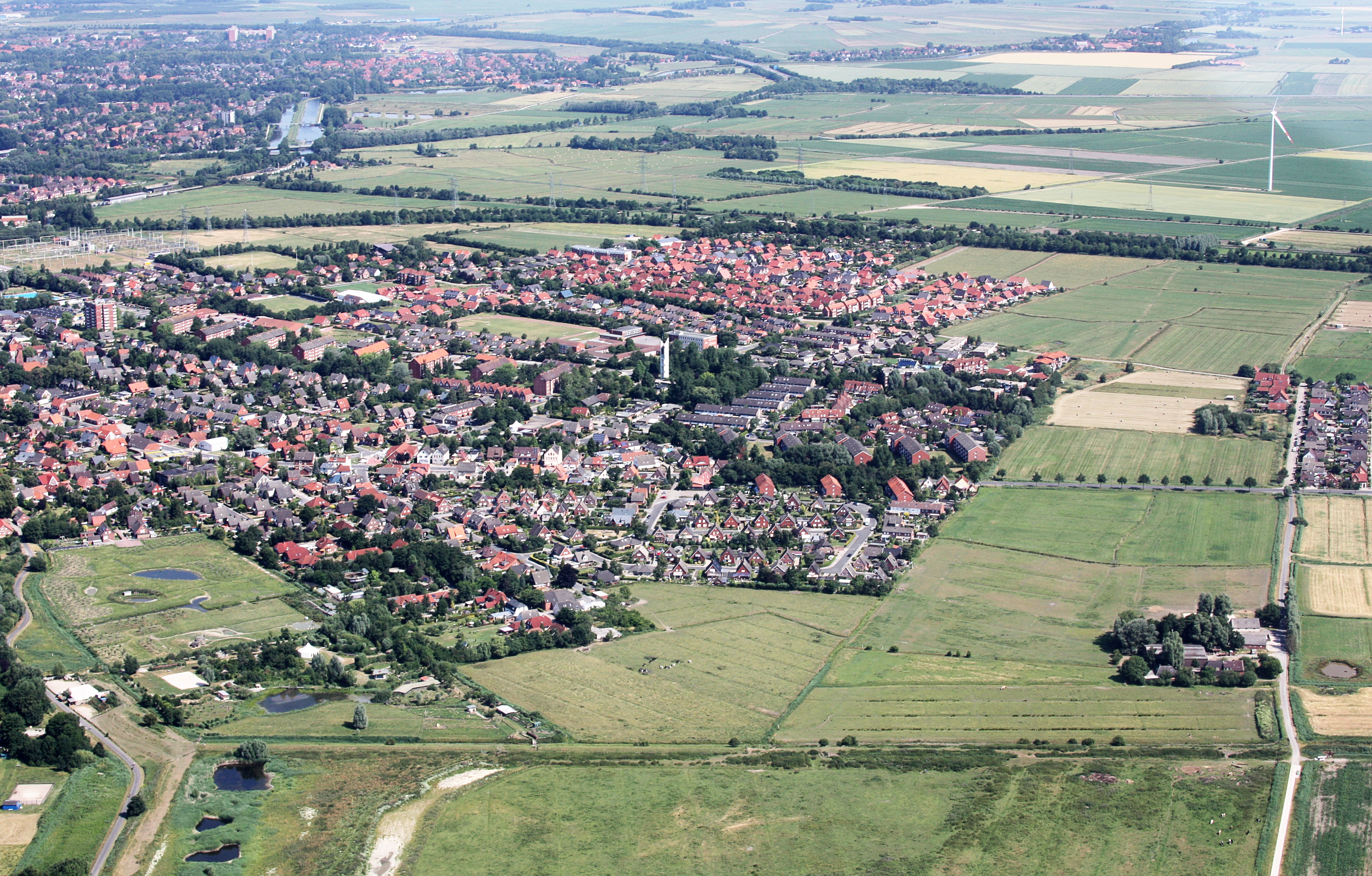
Luftbild des Stadtteils

Borssum ist ein östlich des Hafens gelegener Stadtteil der Seehafenstadt Emden. Er hatte 6052 Einwohner (inklusive Hilmarsum) im Jahr 2010. Der Stadtteil Borssum (alternative, aber veraltete Schreibweise: Borßum) liegt im Osten der Seehafenstadt. Er wurde 1928 nach Emden eingemeindet.

## Geographie
Borssum grenzt im Westen an die Stadtteile Port Arthur/Transvaal, Friesland und Herrentor, im Norden an die Stadtteile Wolthusen und Uphusen sowie im Osten an die Stadtteile Hilmarsum und Jarßum.
Die Stadtverwaltung rechnet auch die geografisch klar von Borssum zu trennende Siedlung Hilmarsum zu Borssum. Der Stadtteil hat (inklusive Hilmarsum) 6.135 Einwohner (30. Juni 2017).

### Gewässer
Borssum liegt unmittelbar an der Ems. Nördlich des Ortskerns fließt zudem der 1894–1897 erbaute Ems-Seitenkanal entlang. Weiter nördlich in der Borssumer Gemarkung und in etwa parallel zum Ems-Seitenkanal fließt das Fehntjer Tief. Es handelt sich auf diesem Abschnitt um eine im 17. Jahrhundert angelegte, künstliche Erweiterung der Flumm, eines natürlichen Flüsschens in der Gemeinde Großefehn. Nach Anlegung des Westgroßefehns durch Emder Bürger im Jahre 1633 wurde die Flumm, die bis dahin in Richtung Oldersum floss, durch einen Kanal ergänzt, der sie direkt mit Emden verband. Von einer Stelle wenige Kilometer nördlich von Oldersum (beim Hof Monnikeborgum) wurde das Tief durch Ausheben künstlich in Richtung Westen, also Emden, verlängert. Dies geschah, um den Abtransport des Torfs aus den Fehnen nach Emden zu verbessern. Zwischen Petkum und Herrentor hieß das neu gegrabene Tief zunächst Sägemüllers Tief und zwischen Petkum und Oldersum Grove (von graben), später dann im Zuge einer Vereinheitlichung des Gewässernamens einfach Fehntjer Tief.

## Geschichte
Der historische Name Borssums ist „Borshem“ (alternativ auch „Borzhem“), was wiederum „Heim des Borsu“ bedeutet. Die ursprüngliche Siedlung wurde schon im 7. Jahrhundert n. Chr. an der Emsmündung nahe der Stadt Amuthon (das heutige Emden) gegründet.
Borssum war in früheren Jahrhunderten in die Ortschaften Klein-Borssum und Groß-Borssum unterteilt. Zur Zeit der Ostfriesischen Häuptlinge sind auch für Borssum solche überliefert, jedoch ist bislang nicht erkennbar geworden, ob es sich – wie anderenorts in Ostfriesland – um Familien handelte. In Borssum sind drei Häuptlingssitze bekannt, die Oster- und Westerburg in Groß-Borssum sowie eine Anlage in Klein-Borssum. Wahrscheinlich war die nördlich der Kirche gelegene Westerburg die Hauptburg. 1371 besaßen Groß- und Klein-Borssum auf jeden Fall schon zwei eigenständige Häuptlingssitze.
In den Jahren 1629 bis 1631 erwarb die Stadt weitere umliegende Herrlichkeiten am rechten Ufer der unteren Ems. Aus dem Besitz der Familie Frese in Uttum und Hinte kamen die Herrlichkeiten Groß- und Klein-Borssum, später auch Jarßum und Widdelswehr hinzu, wofür Emden zusammen etwas mehr als 21.000 ostfriesische Gulden zahlte. 1631 schließlich erwarb Emden die flächengrößte seiner Herrlichkeiten, Oldersum, mitsamt den umliegenden Dörfern Gandersum, Rorichum, Tergast und Simonswolde. Dafür zahlte die Stadt rund 60.000 Reichstaler. Bis auf die Herrlichkeit Petkum beherrschte Emden damit das gesamte untere rechte Emsufer.
Die Erwerbungen, aus geografisch-strategischen Erwägungen vorgenommen, sollten nach dem Willen der Emder Stadtführung künftig auch einem weiteren Zweck dienen: Durch die Herrlichkeiten erhoffte sich Emden etwa ab 1636 Sitz und Stimme in der Ritterschaftskurie der Ostfriesischen Landschaft.

„Erst nachträglich hatten Althusius und andere gewitzte Juristen aus der Titulatur Bürgermeister und Rat der Stadt Emden, Herren und Häuptlinge zu Oldersum etc., die die städtischen Regenten zu Recht führen durften, diese Möglichkeit, das Gewicht der Stadt zu verstärken, abgeleitet. Trotz heftiger Auseinandersetzungen wurde Emden die Mitgliedschaft in der landständischen Ritterkurie allerdings nicht zugestanden, alle anderen aus dem Eigentum an den Herrlichkeiten sich ergebenden Herrschaftsrechte, deren Inanspruchnahme von dem persönlichen Adel nicht abhängig war, standen der Stadt selbstverständlich zu. In Up- und Wolthusen, in Borssum und Oldersum saßen daher vom Rat eingesetzte Verwaltungs- und Rechnungsbeamte sowie Richter, die im Namen der Stadt als lokale Obrigkeit fungierten. Alle Herrlichkeiten bildeten somit eigene Verwaltungsbezirke und waren kein integraler Bestandteil des eigentlichen Stadtgebietes.“

Groß- und Klein-Borssum hatten 1823 zusammen 273 Einwohner, davon 139 in Klein- und 134 in Groß-Borssum. Landwirtschaft und Fischerei bildeten die Grundlage des Wirtschaftslebens, wie der ostfriesische Chronist Fridrich Arends für das frühe 19. Jahrhundert vermerkt: „Die beiden Dörfer legen sich stark auf den Gartenbau, wozu die Nähe Emdens einladet. Man sieht allerhand Gartenfrüchte, besonders auch Erdbeeren, die in großer Menge angezogen werden, selbst Äcker besetzen; auch Obstbäume sind viele vorhanden; an wilden Bäumen fehlt es ebenfalls nicht; daher sie ein angenehmeres Ansehen haben, wie sonst auf der Marsch; auch stehen die Häuser nicht so dicht gedrängt wie daselbst gewöhnlich, weshalb man kaum glauben sollte, daß beide Dörfer zusammen nur 47 Häuser befassen. Die Emder besuchen sie im Sommer fleißig, oft bloß um frische Erdbeeren zu speisen, sonntags besonders. Einige der Einwohner ernähren sich auch vom Fischfang, namentlich dem der Butte, die in auf dem Watt ausgespannten Reusen gefangen werden. Sie bedienen sich dabei, um über den weichen Schlick zu kommen, der Kreier (...).“ Die Bedeutung des Obstanbaus für Borssum in jenen Tagen wird auch dadurch deutlich, dass die Zwetschgensorte Ortenauer Zwetschge in Norddeutschland auch Borssumer Zwetschge genannt wird, da sie dort zuerst angebaut wurde.
Die Hannoversche Westbahn wurde in diesem Abschnitt in den 1850er-Jahren gebaut. Ein Bahnhof wurde in Borssum jedoch nicht eröffnet.
In den Jahren der Weimarer Republik war Borssum eine Hochburg der KPD. Im Jahre 1928 verfügte die Partei über eine Mehrheit im kommunalen Rat. Der Vorort Borssum wurde im selben Jahr nach Emden eingemeindet, was den Anteil der Arbeiterschaft an der Einwohnerzahl Emdens noch einmal erhöhte. Nach der „Machtergreifung“ blieb Borssum noch über mehrere Jahre (bis 1937) eine Hochburg des kommunistischen Widerstands in Emden.
Im Zuge des Bunkerbaus im Zweiten Weltkrieg entstand auch in Borssum an zentraler Stelle an der Schöpfwerkstraße ein Bunker. Der Bau wurde 1942 fertiggestellt. Wie bei den anderen Bunkern im Emder Stadtgebiet wurden auch beim Borssumer Bunker ausländische Fremd- und Zwangsarbeiter eingesetzt. Der dreistöckige Bunker fasste 714 Personen. Als einziger der Emder Bunker sollte er eine Küche der Nationalsozialistischen Volkswohlfahrt erhalten.

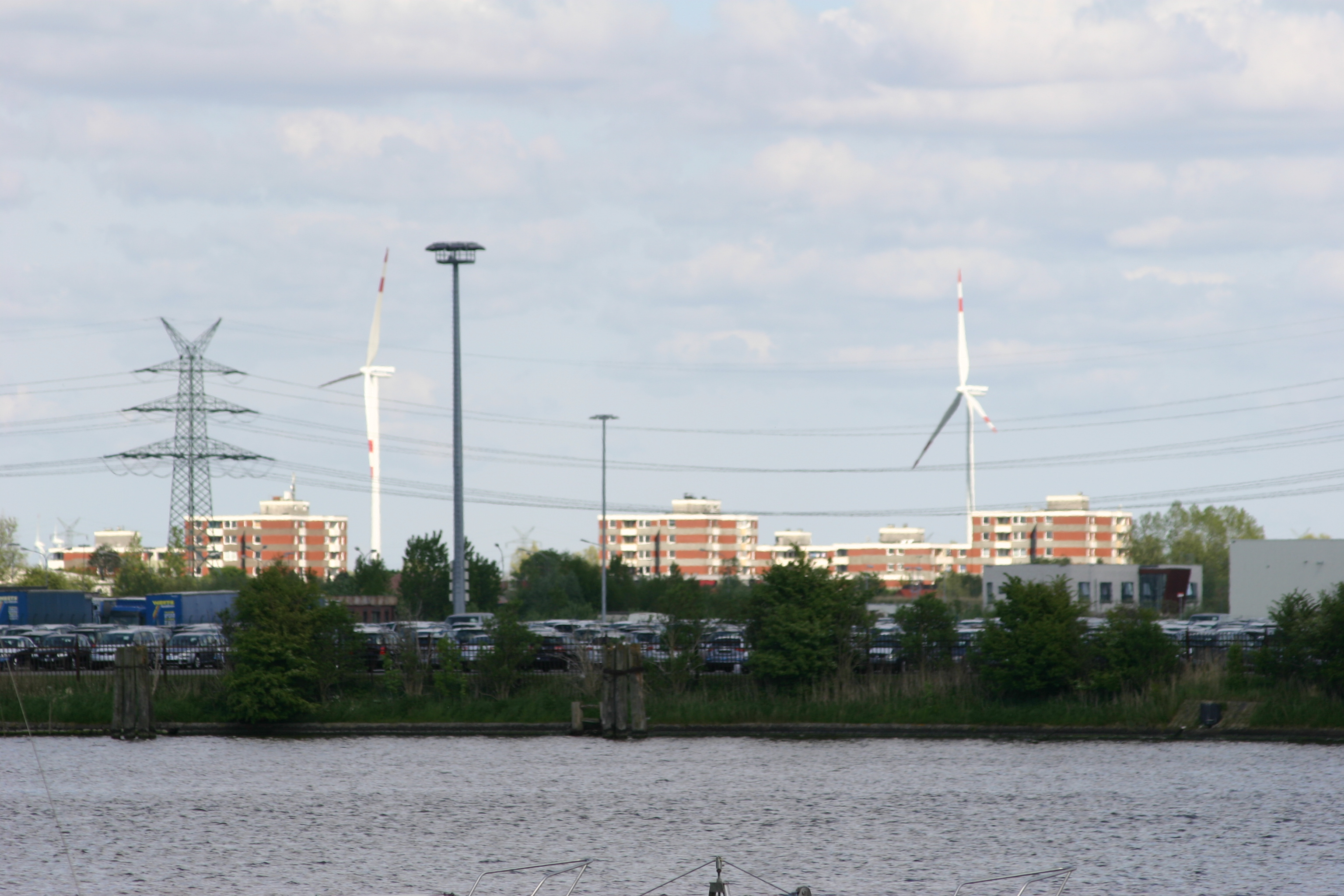
Hochhäuser an der Wilhelm-Leuschner-Straße vom Hafen aus gesehen, im Vordergrund einer der Kais für den Autoumschlag

Borssum ist insbesondere nach dem Zweiten Weltkrieg stark gewachsen und (inklusive der Siedlung Hilmarsum) mit rund 6100 Einwohnern der drittgrößte Emder Stadtteil. In dem Stadtteil wechseln sich ausgedehnte Einfamilienhaus-Siedlungen mit Hochhäusern bis zu acht Stockwerken ab. Ein Hochhaus-Komplex mit drei Gebäuden zu je zehn Stockwerken sowie umliegenden Wohngebäuden wurde in den 1970ern vom ehemals gewerkschaftseigenen Wohnungsbaukonzern Neue Heimat errichtet. Drei Straßen in diesem Teil Borssums sind nach bekannten Gewerkschaftern benannt: Wilhelm Leuschner, Hans Böckler und Edo Fimmen.

## Einwohnerstatistik
Borssum und Hilmarsum zählten per 30. Juni 2017 zusammen 6.135 Einwohner. Damit wohnen zwölf Prozent der Emder in Borssum und Hilmarsum, was den Stadtteil zum drittgrößten nach dem Stadtzentrum und Barenburg macht. Von den 6.135 Einwohnern waren 596 Ausländer, was einem Anteil von 9,6 Prozent entspricht. Der Ausländeranteil liegt damit über dem städtischen Durchschnitt von 7,3 Prozent. In absoluten Zahlen ist der Ausländeranteil der dritthöchste nach dem Stadtzentrum und Barenburg, prozentual ist er der vierthöchste nach Früchteburg, Barenburg und dem Stadtzentrum.

## Politik
Wie ganz Ostfriesland – und Emden im Besonderen – ist Borssum seit Jahrzehnten eine Hochburg der SPD. Dies gilt sowohl für lokale wie auch für Landtags- und Bundestagswahlen.

## Wirtschaft und Verkehr

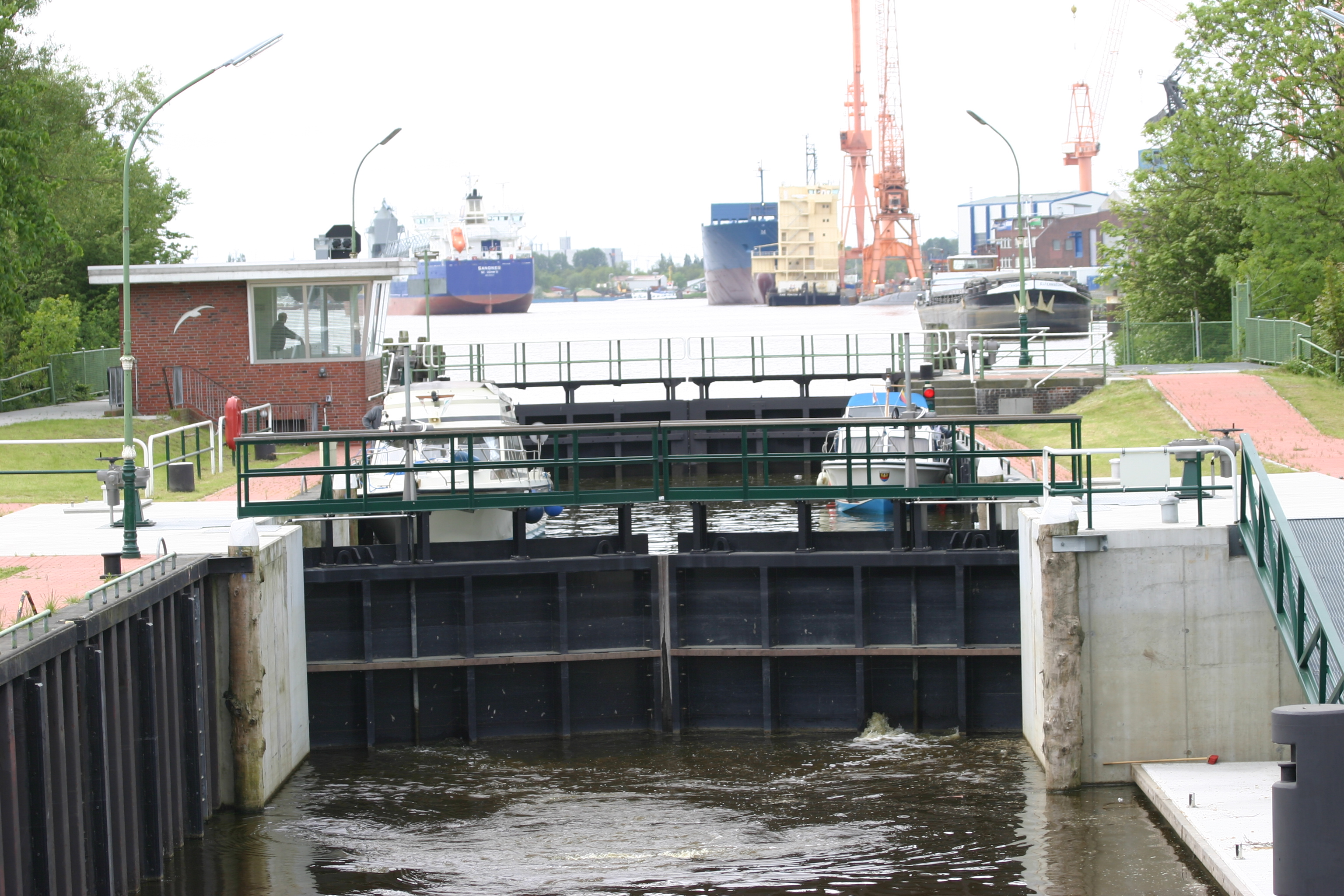
Blick auf die Borssumer Schleuse, im Hintergrund Teile des Hafens (rechts im Bild die Nordseewerke)

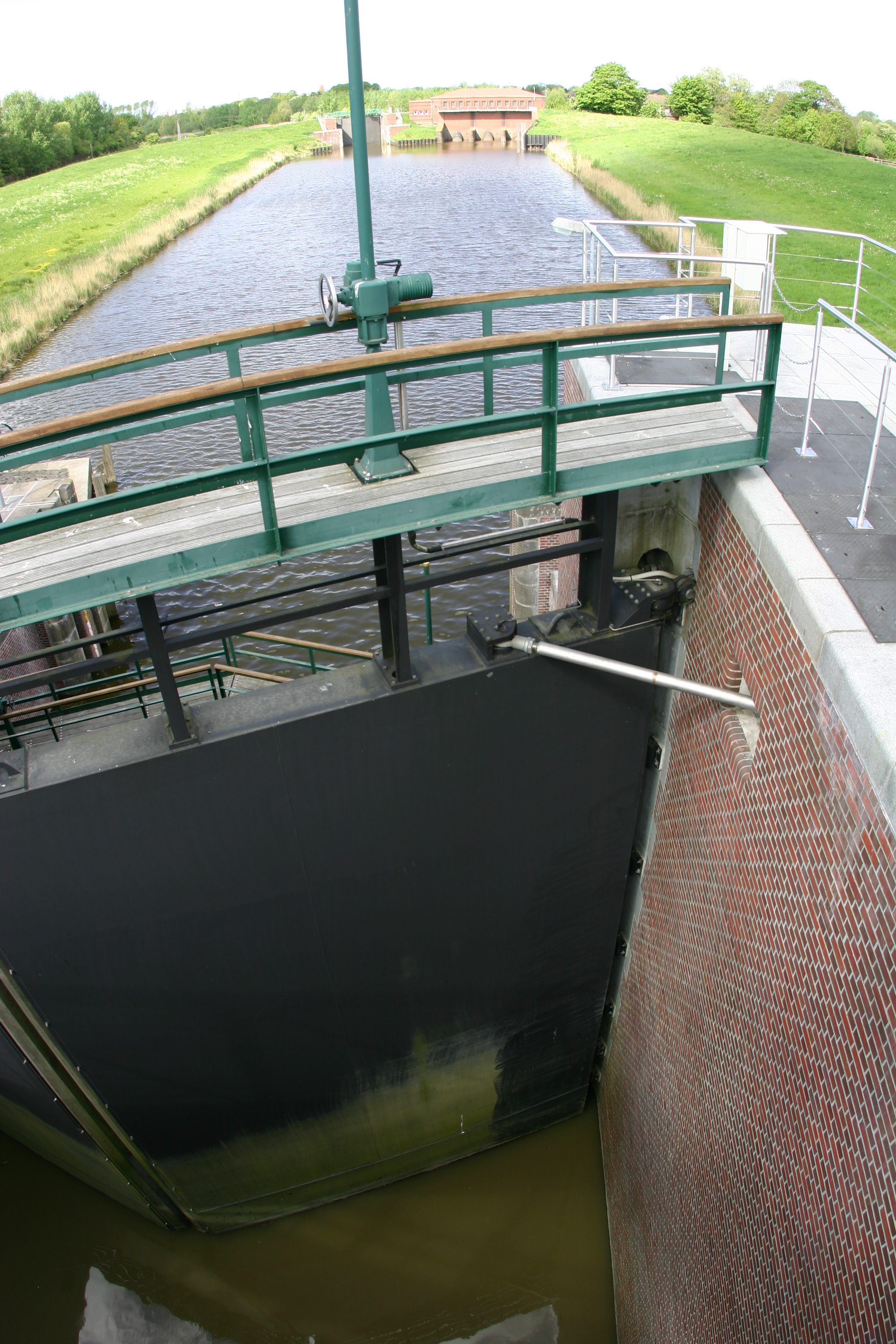
Das Borssumer Siel, das der Entwässerung der tief liegenden Flächen dient

Zur Gemarkung Borssums gehört der östliche Teil des Emder Hafens mit dem Ostteil des Neuen Binnenhafens samt dem Jarßumer Hafen, dem Binnenschiffshafen, dem Ölhafen, einem Teil des Stichkanals, dem Borßumer Hafen sowie dem Marinekai, der nach Abzug der Marine allerdings nicht mehr militärisch genutzt wird. Dementsprechend hoch ist die Bedeutung des Stadtteils als Wirtschaftsstandort in Emden. Zu den produzierenden Unternehmen, die sich im Borssumer Teil des Hafens befinden, gehört ein Betonturmwerk des in Aurich beheimateten Windkraftanlagenherstellers Enercon sowie das Produktionswerk des ehemaligen Emder Offshore-Windkraftanlagenherstellers BARD. Angesiedelt haben sich zudem der Flüssigkreidehersteller Omya, der das Werk der Nordland-Papier in Dörpen im Emsland beliefert, und ein Fettrecycling-Unternehmen. Ebenfalls im Borssumer Teil des Hafens befindet sich das Kraftwerk Emden.
Zu den Hafendienstleistern zählen mehrere Betriebe, die mit dem Umschlag von Baustoffen befasst sind, der vor allem auf dem früheren Erzumschlagsgelände am Südkai des Neuen Binnenhafens stattfindet. Auf einem größeren Areal an der Eichstraße findet der Umschlag von Kraftfahrzeugen statt. In der Nähe ist ein Betrieb angesiedelt, der sich mit der Verschiffung von Ersatzteilen für Audi-Fahrzeuge befasst. Zunehmende Bedeutung erhält der Umschlag von Windenergieanlagen von Enercon, den der Hafendienstleister EPAS am Nordkai des Neuen Binnenhafens betreibt.
Der Borssumer Teil des Hafens hat eine Anbindung an die Bahnstrecke Rheine–Norddeich Mole der Bahn von Emden in Richtung Rheine. Vor allem für den Fahrzeugumschlag, in zunehmendem Maße für den Transport von Windkraftanlagenteilen von Aurich in den Emder Hafen, werden die Bahnanlagen noch genutzt. Bis in die frühen 1980er-Jahre hinein lief über die Schienen der Erzverkehr von Emden in Richtung Ruhrgebiet und zu Hütten im Saarland. Aus jener Zeit sind umfangreiche Rangieranlagen vorhanden.
In einem kleinen Gewerbegebiet an der Nordseite der Hauptdurchgangsstraße Petkumer Straße haben sich Nahversorger für den Ortsteil, aber auch darüber hinaus angesiedelt. Dort befindet sich auch das Übertragungsnetz-Umspannwerk Emden/Borssum der Tennet TSO. Das neue Umspannwerk Emden/Ost für Hochspannungs-Gleichstrom-Übertragung ist am Wykhoffweg nördlich des Ems-Seitenkanals vorgesehen. Weitere Geschäfte befinden sich vor allem im Ortskern und hier entlang der Petkumer Straße.
Borssum liegt nahe dem Emsufer und verfügt über ein Siel zur Entwässerung des tief liegenden Umlandes. Die Borssumer Gemarkung gehört, wie auch die östlicher gelegenen Stadtteile, dem Entwässerungsverband Oldersum an. Die Borssumer Schleuse ist für die Sportschifffahrt in Ostfriesland von erheblicher Bedeutung, da sie den Emder Hafen (und damit den Zugang zur See) mit dem Ems-Seitenkanal (und damit dem innerostfriesischen Wasserstraßennetz) verbindet, ohne die Strecke durch den Falderndelft und die Kesselschleuse benutzen zu müssen – was für die Skipper einen Zeitgewinn bedeutet und zudem weniger Brückenöffnungen notwendig macht.
Die Borssumer Gemarkung nördlich des Ems-Seitenkanals besteht ausschließlich aus Landwirtschaftsflächen, die in erster Linie als Weiden genutzt werden. In geringerem Umfang findet auch der Anbau von Feldfrüchten statt.
Die Hauptstraße durch Borssum ist die Landesstraße 2 von Neermoor über Emden und Rysum nach Pewsum. Bei dem Abschnitt zwischen Neermoor und der Emder Innenstadt, also auch dem Borssumer, handelt es sich um die ehemalige Bundesstraße 70, die nach dem Bau der Bundesautobahn 31 entwidmet und zur Landesstraße herabgestuft wurde. Im Borssumer Ortskern ist sie zweispurig ausgebaut, von der Einmündung des Wykhoffweges bis in den Nachbarstadtteil Kolonie Friesland vierspurig. Um jenen Nachbarstadtteil vom Durchgangsverkehr (besonders dem Lastverkehr) in den östlichen Teil des Hafens zu entlasten, ist eine Umgehungsstraße geplant, die von der Hafenzufahrt über das Gebiet des Umspannwerks Emden/Borssum bis zum Autobahnzubringer zur Anschlussstelle Emden-Ost führen soll. Das übrige Straßennetz Borssums besteht aus städtischen Straßen, bis auf wenige Ausnahmen sind die Straßen in den Wohngebieten als Tempo 30-Zonen ausgewiesen. Entlang der Landesstraße bestehen separate Radwege.
Der öffentliche Nahverkehr in Borssum wird durch die Linien 6 und 16 des städtischen Tochterunternehmens Stadtverkehr Emden sichergestellt. Die Linie 6 führt von Borssum in Richtung Innenstadt und zum Hauptbahnhof.
Die Linie 16 fährt von Petkum nach Borssum mit direktem Anschluss an die Linie 6, auch in der Gegenrichtung.
Darüber hinaus verkehrt eine Linie der Bahn-Tochtergesellschaft Weser-Ems-Bus vom Emder Hauptbahnhof über Borssum, Oldersum und Neermoor nach Leer.

## Bildung
Borssum verfügt über zwei Schulen und drei Kindertagesstätten. Die Westerburgschule ist nach einer der drei mittelalterlichen Burgen benannt und dient als Grundschule. Die Osterburgschule war  2013 noch die Integrierte Gesamtschule Emdens, die jedoch nach Plänen der Stadtverwaltung in den kommenden Jahren in ein Gebäude in der Innenstadt umziehen soll. Nach diesen Plänen würde die Osterburgschule hernach wieder eine Haupt- und Realschule, was sie auch zuvor gewesen war. Für die frühkindliche Bildung stehen der von der Emder Arbeiterwohlfahrt betriebene Kindergarten Sonnenstrahl, der von der evangelisch-reformierten Kirche geführte Kindergarten Borssum sowie voraussichtlich ab Herbst 2013 der von den Ostfriesischen Beschützenden Werkstätten betriebene Integrationskindergarten Kinnerhuus Mittenmang zur Verfügung.

## Kirchen

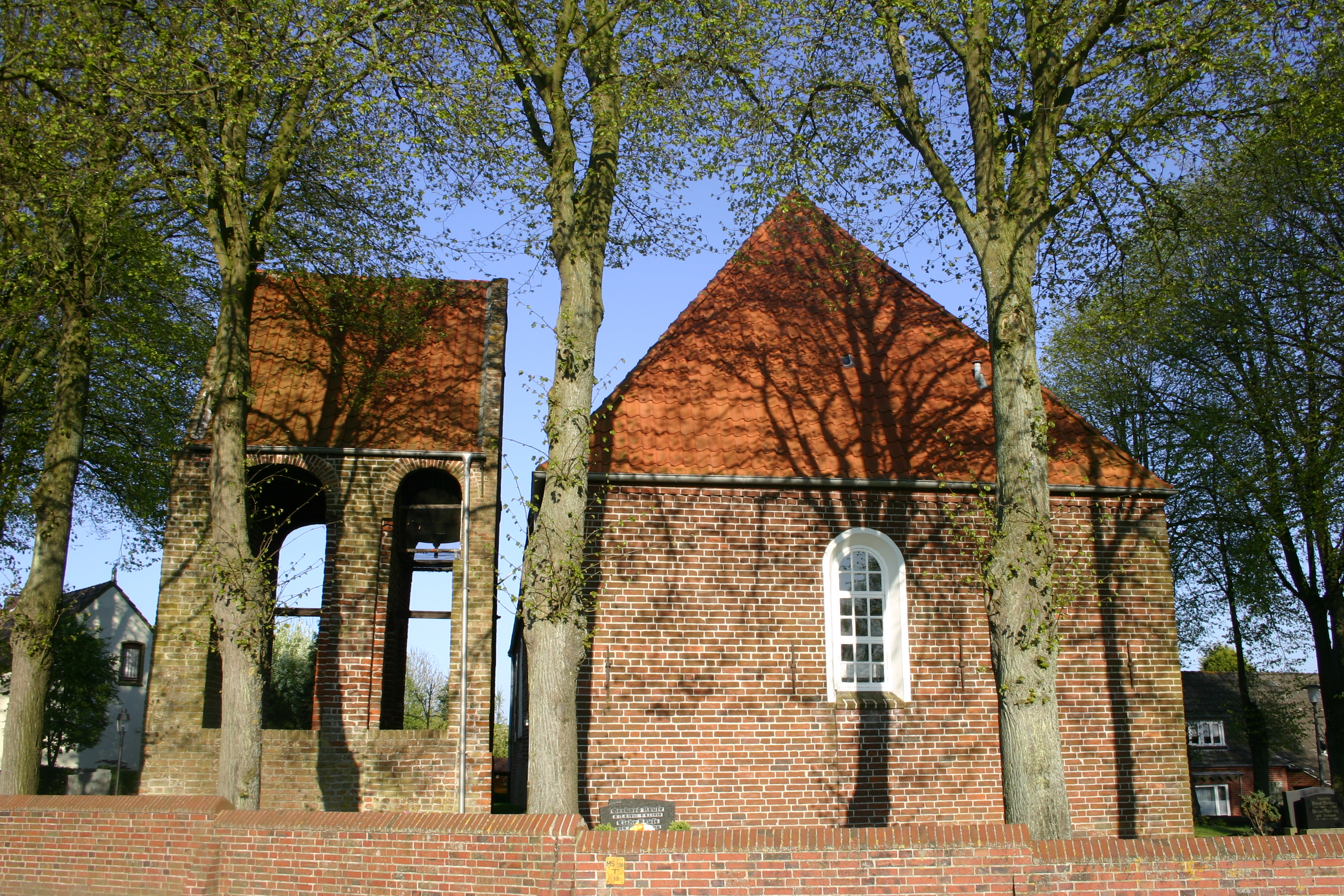
St. Nikolaus-Kirche

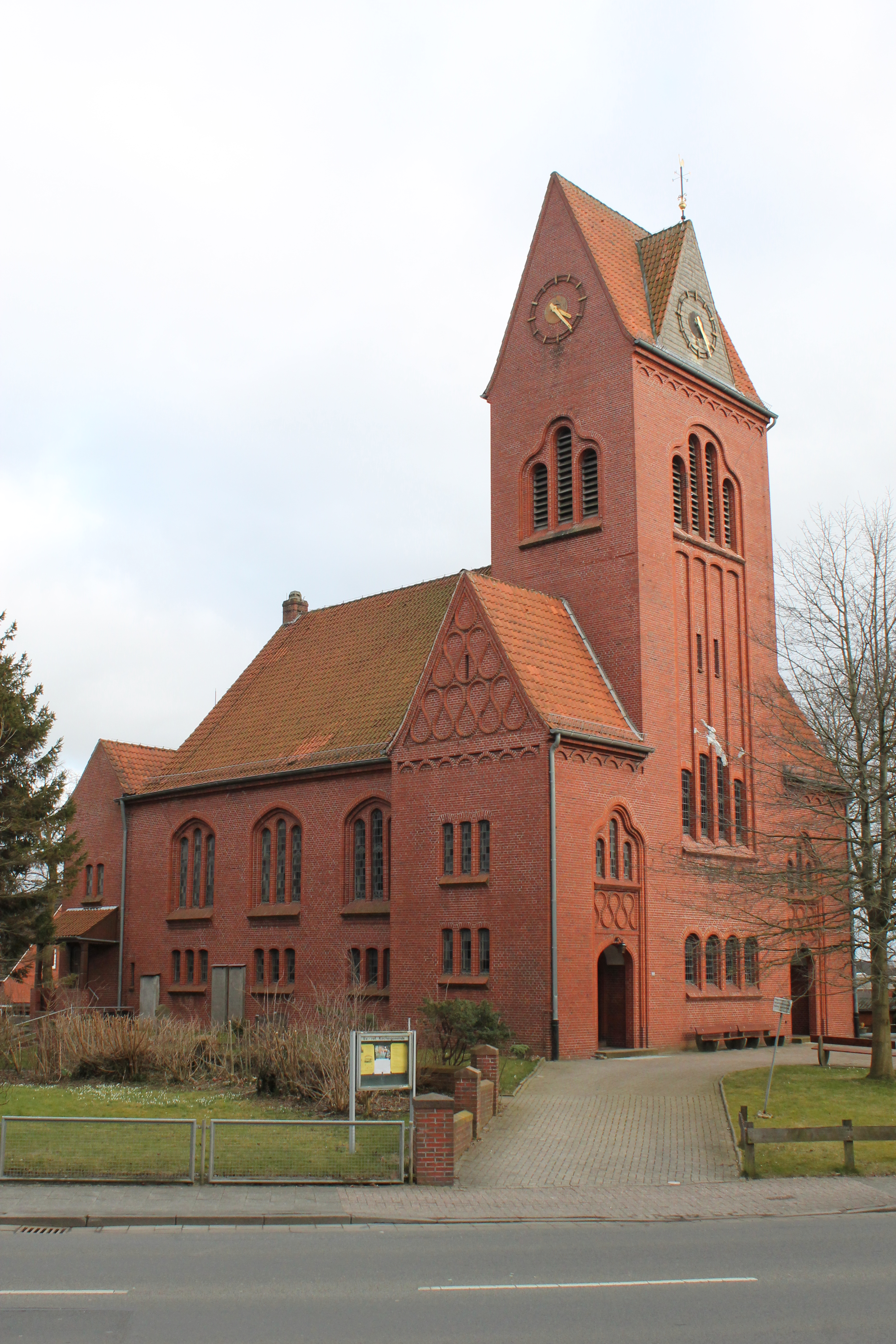
Jugendstilkirche

In Borssum existieren zwei evangelisch-reformierte und eine evangelisch-lutherische Kirche. Die romanische St.-Nikolaus-Kirche stammt aus dem 13. Jahrhundert und ist eines der ältesten Gebäude Emdens. Die Kirche wurde bis Ende des 20. Jahrhunderts umfassend renoviert und dient seit 2004 wieder gelegentlich als Kapelle für Bestattungen, als Hochzeitskirche, für Familienfeiern und für Andachten. Die zweite reformierte Kirche des Stadtteils ist die in den Jahren 1912/13 vom Berliner Architekten Otto March im Jugendstil erbaute neue reformierte Kirche, die bis zur Renovierung der alten reformierten Kirche das einzige genutzte reformierte Gotteshaus Borssums war. Neben der ebenfalls von March entworfenen Reformierten Kirche auf Borkum ist sie die einzige dem Jugendstil zuzuordnende Kirche Ostfrieslands. Sie steht auf dem Grund der mittelalterlichen Kirche Klein-Borssums, die für den Bau der neuen Kirche abgerissen wurde. Dritte evangelische Kirche des Stadtteils ist die lutherische Kirche am Liekeweg, ein Nachkriegsbau für die nach dem Zweiten Weltkrieg stark angestiegene Zahl von Christen lutherischen Bekenntnisses im Stadtteil. Kirchengebäude anderer Konfessionen gibt es in Borssum nicht. Die Zusammenarbeit der reformierten und der lutherischen Gemeinde äußert sich unter anderem in einem gemeinsamen Erntedankfest und in gemeinsamen Gottesdiensten auf dem Emsdeich in Borssum. Von den 6.135 Einwohnern des Stadtteils gehören 1.785 der lutherischen und 1.676 der reformierten Kirche an, weitere 459 Personen sind römisch-katholisch. Einer anderen oder keiner Konfession gehören 2.215 Personen an (Stand: 30. Juni 17).

## Sport und Vereinsleben
Borssum ist Heimatstadtteil des mit 2017 Mitgliedern zweitgrößten Emder (und nach dem MTV Aurich drittgrößten ostfriesischen) Sportvereins Blau-Weiss Borssum. Neben Fußball, Handball, Leichtathletik, Tischtennis, Volleyball, Basketball, Turnen, Dart, Badminton und Frisbee ist dem Verein auch ein Chor und eine Theatergruppe angeschlossen, die neben Auftritten in Sozialeinrichtungen auch im Neuen Theater Emdens auftritt. Borssums Fußballer waren in den 1950er- und 1960er-Jahren in der dritthöchsten Spielklasse vertreten und kicken nunmehr in der Bezirksliga. Borssums Tischtennis-Sparte ist mit zwölf aktiven Mannschaften (Spielzeit 2023/24) eine der größten in Ostfriesland. Die erste Tischtennis-Herrenmannschaft spielte 19 Jahre lang in der Dritten Liga (Regionalliga), mittlerweile jedoch in der Bezirksoberliga. Die erste Tischtennis-Damenmannschaft spielt ebenfalls in der Bezirksoberliga. In den vergangenen Jahren waren zudem die BW-Volleyballerinnen außerordentlich erfolgreich und stiegen zwischen 2005 und 2012 nach jeder Saison von der Kreisklasse bis zur Regionalliga auf; aktuell spielen sie allerdings in der Verbandsliga. Neben dem Sportgelände des Vereins (Sportzentrum mit Dreifach-Sporthalle und Emsstadion mit Nebenplätzen) befindet sich an weiterer Sport-Infrastruktur noch ein aktuell (Stand 2023) geschlossenes Freibad in dem Stadtteil.